# توفیق مخلوفی
توفیق مخلوفی زاده ۲۹ آوریل ۱۹۸۸) دوندهٔ دوهای نیمه‌استقامت اهل الجزایر است. وی مدال طلای المپیک ۲۰۱۲ لندن در رشته ۱۵۰۰ متر را کسب کرد. وی در سال ۲۰۱۱ مدال طلای ۸۰۰ متر و مدال نقره ۱۵۰۰ متر در بازی‌های آفریقایی را دریافت کرد و در سال ۲۰۱۲ برنده مدال طلای ۸۰۰ متر قهرمانی آفریقا شد. رکورد شخصی مخلوفی در ۸۰۰ متر ۱:۴۳.۷۱ و در ۱۵۰۰ متر ۳:۳۰.۴۱ هستند.